# Xinhua (Loudi)
Xinhua  (en chino, 新化; pinyin, Xīn·Huà (escuchar)ⓘ) es un condado  bajo la administración directa de la Prefectura Loudi en la Provincia de Hunan, República Popular China.  Su área es de 3619 km² y su población total para 2010 superó el 1,1 millón de habitantes. 

## Administración
Desde mayo de 2023, el  Condado Xinhua  se divide en 28 pueblos que se administran en 3 subdistritos,  18 poblados y 7 villas.

## Toponimia
El topónimo  Xinhua [/xin-Juá/] se compone de los sinogramas Xin (nuevo) y Hua (transformar) viene de la frase; nueva transformación pacífica (新近归化 Xīnjìn guī huà).
En el año 1072 durante la dinastía Song del Norte (北宋), los nativos tras varias batallas fueron finalmente sometidos y se acogieron al reglamento imperial, por lo que llamaron a esta zona Xinhua.